# Laurens Huys
Laurens Huys (24 settembre 1998) è un ciclista su strada belga che corre per il team Arkéa-B&B Hotels; è professionista dal 2020.

## Palmarès

### Strada
- 2016 (Juniores)

Memorial Alain Henrion
- 2018 (Lotto Soudal U23)

Grand Prix Alfred Gadenne
- 2019 (Lotto Soudal U23)

5ª tappa Tour de la Province de Namur (Spy > Namur)

#### Altri successi
- 2017 (Lotto Soudal U23)

1ª tappa Okolo Jižních Čech (Jindřichův Hradec, cronosquadre)
- 2018 (Lotto Soudal U23)

1ª tappa Okolo Jižních Čech (Jindřichův Hradec, cronosquadre)
- 2019 (Lotto Soudal U23)

Hel van Voerendaal

## Piazzamenti

### Grandi Giri
- Giro d'Italia

2023: 27º
2025: 109º
- Vuelta a España

2024: 79º

### Classiche monumento
- Liegi-Bastogne-Liegi

2020: 66º
2021: 125º
2024: 83º
2025: ritirato
- Giro di Lombardia

2022: 69º
2024: 60º

### Competizioni europee
- Campionati europei

Plumelec 2016 - In linea Junior: 51º